# Mircea Sandu
Mircea Sandu (ur. 22 października 1952 w Bukareszcie) – rumuński piłkarz grający na pozycji napastnika. W swojej karierze rozegrał 18 meczów i strzelił 6 goli w reprezentacji Rumunii. Od 1990 roku jest prezesem Rumuńskiego Związku Piłki Nożnej.

## Kariera klubowa
Swoją karierę piłkarską Sandu rozpoczął w klubie Sportul Studențesc Bukareszt. W 1968 roku podjął treningi w Progresulu Bukareszt. W 1970 awansował do kadry pierwszej drużyny. 30 sierpnia 1970 roku zadebiutował w pierwszej lidze rumuńskiej w wygranym 1:0 domowym meczu z CFR Cluj. W Progresulu spędził sezon.
W 1971 roku Sandu przeszedł do innego klubu z Bukaresztu, Sportulu Studențesc. W sezonie 1971/1972 awansował z nim z drugiej do pierwszej ligi. Wraz ze Sportulem Studențesc zdobył Puchar Rumunii w sezonie 1978/1979 i Puchar Bałkański w 1979 roku oraz wywalczył wicemistrzostwo kraju w sezonie 1985/1986. W Sportulu grał do końca sezonu 1985/1986. Rozegrał w nim 422 mecze ligowe i zdobył 167 bramek.
W 1986 roku Sandu został zawodnikiem Glorii Buzău. Występował w niej przez sezon. W 1987 roku zakończył karierę.
| Sezon   | Klub                         | Kraj    | Rozgrywki | Mecze | Bramki |
| ------- | ---------------------------- | ------- | --------- | ----- | ------ |
| 1970/71 | Progresul Bukareszt          | Rumunia | Divizia A | 15    | 2      |
| 1971/72 | Sportul Studențesc Bukareszt | Rumunia | Divizia B | 28    | 15     |
| 1972/73 | Sportul Studențesc Bukareszt | Rumunia | Divizia A | 30    | 6      |
| 1973/74 | Sportul Studențesc Bukareszt | Rumunia | Divizia A | 29    | 11     |
| 1974/75 | Sportul Studențesc Bukareszt | Rumunia | Divizia A | 27    | 14     |
| 1975/76 | Sportul Studențesc Bukareszt | Rumunia | Divizia A | 31    | 21     |
| 1976/77 | Sportul Studențesc Bukareszt | Rumunia | Divizia A | 16    | 6      |
| 1977/78 | Sportul Studențesc Bukareszt | Rumunia | Divizia A | 16    | 6      |
| 1978/79 | Sportul Studențesc Bukareszt | Rumunia | Divizia A | 23    | 4      |
| 1979/80 | Sportul Studențesc Bukareszt | Rumunia | Divizia A | 33    | 12     |
| 1980/81 | Sportul Studențesc Bukareszt | Rumunia | Divizia A | 30    | 20     |
| 1981/82 | Sportul Studențesc Bukareszt | Rumunia | Divizia A | 28    | 7      |
| 1982/83 | Sportul Studențesc Bukareszt | Rumunia | Divizia A | 33    | 14     |
| 1983/84 | Sportul Studențesc Bukareszt | Rumunia | Divizia A | 31    | 9      |
| 1984/85 | Sportul Studențesc Bukareszt | Rumunia | Divizia A | 32    | 17     |
| 1985/86 | Sportul Studențesc Bukareszt | Rumunia | Divizia A | 29    | 16     |
| 1986/87 | Gloria Buzău                 | Rumunia | Divizia A | 5     | 2      |

## Kariera reprezentacyjna
W reprezentacji Rumunii Sandu zadebiutował 8 kwietnia 1972 roku w wygranym 2:0 towarzyskim meczu z Francją, rozegranym w Bukareszcie. W swojej karierze grał w: eliminacjach do MŚ 1974, eliminacjach do Euro 76 i eliminacjach do MŚ 1982. Od 1972 do 1982 roku rozegrał w kadrze narodowej 18 meczów i zdobył 6 bramek.